# Bounty (cioccolato)

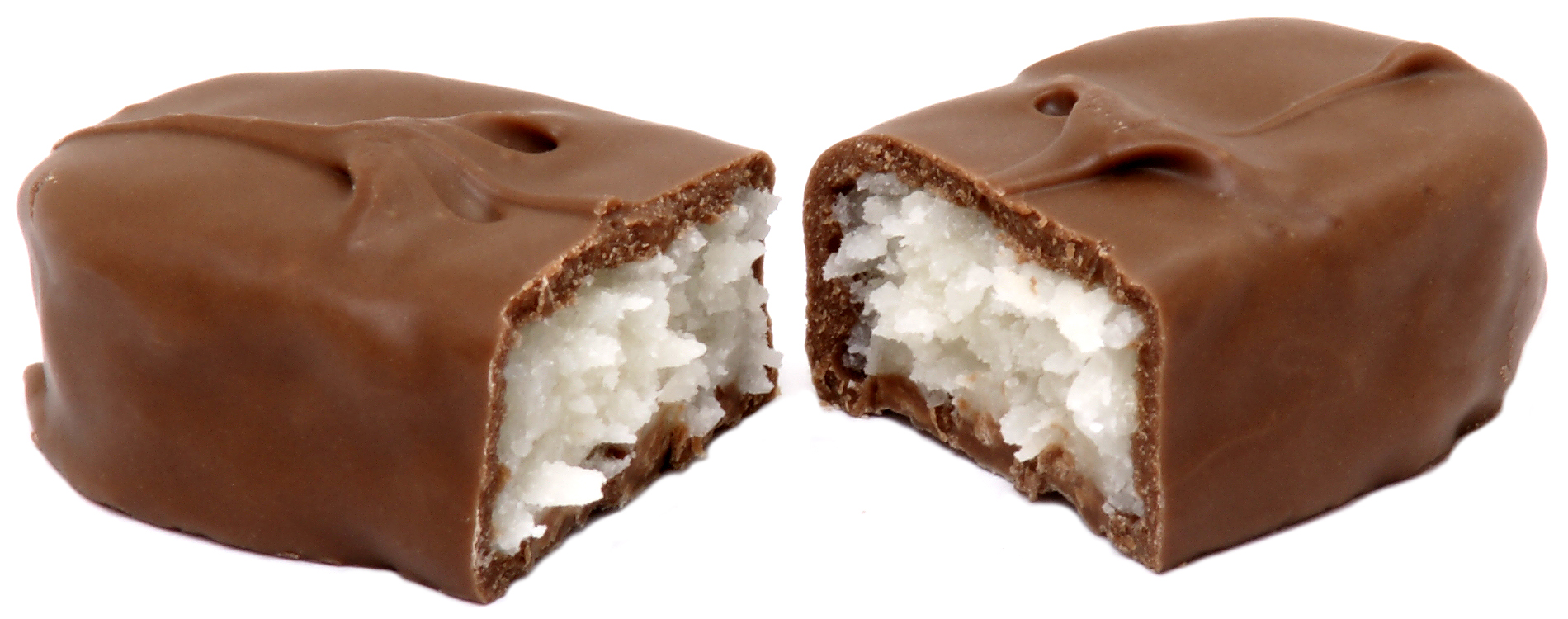
Una barretta Bounty

Il Bounty è una barretta di cioccolato prodotta dalla Mars, Incorporated e venduta nei mercati di tutto il mondo.

## Descrizione
Si tratta di una barretta ripiena al cocco e coperta da cioccolato al latte (venduta in confezione di colore azzurro) o da cioccolato fondente (venduta in confezione di colore rosso) ed è uno dei pochi prodotti a contenere due pezzi in un'unica confezione. Le pubblicità televisive del Bounty tendono a ruotare intorno ad ambienti tropicali, con alberi da cocco, diversi spot sono stati infatti girati sulla spiaggia di Saona, Isola dei Caraibi della Repubblica Dominicana.

## Storia

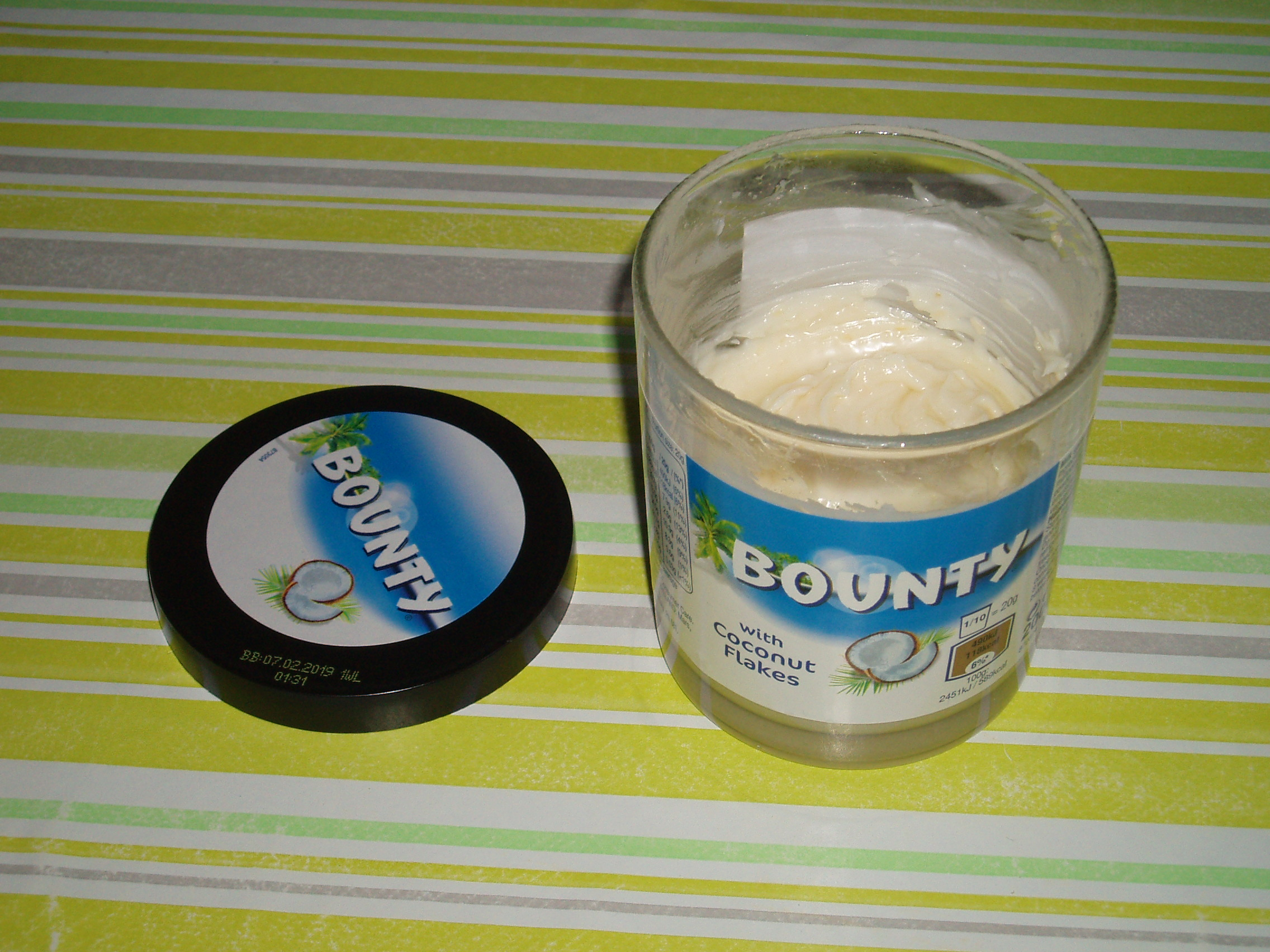
Crema spalmabile

La barretta Bounty è prodotta da Mars Incorporated dal 1951. Il prodotto venne presentato sul mercato italiano a partire dal 1978.
Benché la Mars sia una compagnia statunitense, le barrette Bounty non sono state vendute negli Stati Uniti fino a metà anni novanta. Un prodotto a base di cocco, molto simile al Bounty, di nome Mounds e prodotto dalla Hershey's, infatti era già disponibile sul mercato americano. Nel 2009 la Commissione Europea ha respinto una richiesta della Mars la quale pretendeva di brevettare la forma tridimensionale che la barra assume una volta prodotta. La decisione ribaltava una precedente sentenza che i giudici della Commissione avevano emesso nel 2003 che riconosceva alla Mars i diritti di trademark della forma di Bounty in tutto il continente europeo: un produttore tedesco di cioccolato, la Ludwig Schokolade, fece però ricorso a tale giudizio e nel verdetto d'appello furono riconosciute le sue ragioni. Nel 2019 è stata introdotta anche sul mercato italiano una versione crema spalmabile del prodotto (insieme ad altre versioni crema di barrette prodotte dalla Mars quali: Twix, Milky Way, M&M's ecc.).